# Dicranomyia (Neoglochina) imperturbata
Dicranomyia (Neoglochina) imperturbata is een tweevleugelige uit de familie steltmuggen (Limoniidae). De soort komt voor in het Neotropisch gebied.